# Digitale
Digitalis
La fleur de cette plante très toxique ne doit pas être confondue avec celle de l'Aconit
Genre
Classification phylogénétique
Les digitales forment le genre Digitalis, environ vingt espèces de plantes herbacées très toxiques classiquement placées dans la famille des Scrofulariacées. Les études récentes situent désormais ce genre dans les Plantaginacées.
Les digitales sont originaires d'Europe, d'Afrique du nord-ouest et d'Asie occidentale et centrale.

## Étymologie
Le nom provient du latin digitus, c'est-à-dire « doigt », et se réfère à la forme « en doigt de gant » de la corolle de la fleur de Digitalis purpurea,. Pour la même raison, les Anglais nomment ces plantes foxglove, « gant de renard », et les Allemands Fingerhut, « dé à coudre ». En français, d'autres appellations existent comme « dé de bergère », « gant de bergère », « queue-de-loup ».

## Caractéristiques
Les digitales se trouvent de préférence à l'orée des bois ou dans les clairières des forêts, sur un sol acide, suffisant en lumière et en eau. Elles forment d'élégantes tiges en fusée qui fleurissent de bas en haut.

### Fleurs
La floraison est biannuelle, voire trisannuelle selon le climat (hiver doux ou retardé).
Les digitales, comme la digitale pourpre, ont des grandes fleurs en forme de tube ou de doigt de gant. Elles sont groupées en masse sur une tige d'environ 1,5 m.
Les autres espèces du genre peuvent avoir des fleurs d'autres couleurs : jaunes, brunâtres... Leur port spectaculaire fait qu'on les retrouve également chez les horticulteurs.
Les fleurs donnent des capsules qui mûrissent en contenant des centaines de graines très fines.

### Toxicité
La plante est toxique dans toutes ses parties, au maximum dans ses feuilles. Chaque plante, en fonction de son exposition au soleil, contient à des doses différentes plusieurs principes actifs toxiques. L'ingestion de feuilles est source de vomissements et perturbations cardiaques très rarement mortelles, mais l'absorption d'environ une dizaine de feuilles provoque des troubles graves sur un sujet humain de corpulence moyenne. Or, avant que la plante soit en fleur et alors facile à reconnaitre, les jeunes feuilles peuvent être confondues avec celles de la Consoude (Symphytum sp.) ou de la Bourrache (Borago officinalis). La digitaline qui en est extraite est cardio-toxique et mortelle à faible dose, y compris chez les animaux à sang froid, bien que certains comme le crapaud commun ou la couleuvre y soient résistants. On la retrouve aussi à dose encore plus faible dans des médicaments, aujourd'hui largement remplacée par d'autres composés moins toxiques. On a observé, dès la fin du 19e siècle que les mammifères y sont plus ou moins sensibles. Le chat y est par exemple très sensible, tandis que le rat y est plutôt résistant.
Parmi les espèces les plus toxiques se trouvent la digitale pourpre (Digitalis purpurea), d'usage médical historique, et la digitale laineuse (Digitalis lanata) encore plus toxique (utilisation industrielle). 
Les feuilles de digitale pourpre peuvent être confondues avec celles de la bourrache ou de la consoude parfois utilisées en salade ou en complément culinaire.
D'autres espèces sauvages de la flore française, spontanées ou cultivées comme plantes d'ornement, sont plus ou moins toxiques. Les plus connues sont la digitale à grandes fleurs (Digitalis grandiflora) et la digitale à petites fleurs jaunes (Digitalis lutea). Il en est de même pour des espèces hybrides horticoles telles que digitalis gloxiniaeflora (hybride de Digitalis purpurea).
L'absorption d'environ une dizaine de feuilles de digitale pourpre provoque des troubles graves sur un sujet humain de corpulence moyenne. Selon Georges Becker, 120 g de feuilles de digitale pourpre représentent une dose mortelle.
Les premiers symptômes d'intoxication sont les nausées, les vomissements, les diarrhées, les troubles cardiaques importants. La mort peut survenir rapidement selon la dose ingérée.

## Usage médical

### Historique
La digitale est inconnue de la médecine de l'Antiquité méditerranéenne. Il est possible que la plante ait été distinguée dès le VIe siècle en Europe du nord, en faisant partie d'une médecine populaire d'origine celtique. Son utilisation est attestée à partir du XIIe siècle sous les termes anglais foxglove « gant de renard », et allemands Fuchskraut « herbe au renard » puis Fingerhut « dé à coudre ».
En 1512, le médecin botaniste allemand Leonhart Fuchs lui donne le nom de Digitalis purpurea par rapport à la forme en doigt de la corolle. La digitale a d'abord eu une réputation de plante vulnéraire, détergente et cicatrisante. Elle peut figurer dans un onguent, emplâtre, ou potion pour soigner les plaies et blessures. Elle est mentionnée à ce titre dans la Pharmacopée de Londres en 1650,.
En 1785, le médecin botaniste britannique William Withering publie An Account of the Foxglove and Some of its Medical Uses, où il démontre que l'infusion de feuilles de digitale a un effet diurétique et cardiotonique susceptible de réduire l'hydropisie. À la suite de cette publication, dès 1786, le médecin américain Hall Jackson (1739-1797) introduit la plante européenne dans le New Hampshire pour y être cultivée.
Cependant, la digitale ne réduit que l'hydropisie d'origine cardiaque et non pas celle d'origine rénale, une distinction qui ne sera établie que par les travaux de Richard Bright (1798-1858) sur le « mal de Bright » (insuffisance rénale chronique terminale).
Au début du XIXe siècle, la digitale fait l'objet de tentatives dans divers traitements, pour ralentir le pouls ou à visée « purgative », telles que les fièvres, l'épilepsie, le goitre, les écrouelles, etc., où elle se montre inefficace et surtout dangereuse d'emploi, ce qui en limite l'utilisation. William Withering avait déjà montré que la marge de sécurité de la digitale est très étroite (dose thérapeutique proche de la dose toxique).
En 1844, le français Eugène Homolle isole une fraction active de la plante qu'il appelle digitaline. Cependant l'utilisation thérapeutique de cette molécule ne sera possible que par les travaux du pharmacien et chimiste français Claude-Adolphe Nativelle en 1868. La digitaline Nativelle se présente sous une forme cristallisée : elle est obtenue par une méthode d'isolement chimique reproductible, et elle permet des analyses toxicologiques plus précises.
Vers la fin du XIXe siècle, le cardiologue Pierre Potain établit une règle des trois R sur l'emploi de la digitaline. Il s'agit d'une règle empirique et mnémotechnique : la digitaline Ralentit, Renforce et Régularise les battements cardiaques,.

### Moderne
En 1933, le chimiste suisse Arthur Stoll isole les glucosides de la digitale et distingue différents hétérosides,. Les glucosides sont des hétérosides primaires présents dans la feuille fraîche. Ces hétérosides se décomposent dans la feuille séchée en hétérosides secondaires (digitoxoses) sous l'action d'une enzyme (glycoside hydrolase) présente dans la plante. Stoll montre aussi que la digitale laineuse (digitalis lanata) est l'espèce de digitale la plus riche en principes actifs,. Dès lors, la digitaline Nativelle, dans sa forme historique, est un digitoxose accompagné d'autres hétérosides en petites quantités.
Toutes les formes galéniques (poudre, teinture, infusion, macération...) des digitales, produites à partir de la plante entière, sont toxiques et ne sont plus employées en raison du risque trop élevé de surdosage.
La digitaline est un cardiotonique. Le Code ATC des feuilles de digitale est C01AA03. Les hétérosides purifiés sont la digoxine et la digitoxine.
Ces produits purifiés sont obtenus par extraction industrielle à partir de la digitale laineuse, non utilisée en pratique traditionnelle car trop toxique, mais d'intérêt industriel en tant que matière première.
Dans les années 1980, la feuille de digitale laineuse est en troisième position du marché mondial des plantes médicinales, après la racine de ginseng et la racine de quinquina.

## Conservation ex-situ
Des collections vivantes de digitales cultivées ex situ (en jardin botanique par ex.) sont génétiquement plus pauvres, et peuvent s'être adaptées à des habitats artificiels en entraînant (ce qu'on observe très souvent chez les plantes) une diminution de la dormance des graines lors de la culture ex situ, ce qui peut compromettre leur intérêt pour les tentatives de rétablissement des populations végétales (réintroductions).
Par exemple, une étude (Ensslin et al., 2023) a porté sur la germination, l’établissement des populations et l'état physique des plantes sur une période de trois ans avec comme modèle une Digitale vivace à courte durée de vie (Digitalis lutea). Les plantes cultivées ex-situ ont été comparées à partir de trois provenances : 1) une population de jardin botanique de 30 ans ; 2) des graines issues d'une banque de graines utilisée comme point de départ de la culture du jardin botanique, et 3) une population sauvage correspondante ré-échantillonnée.
- En laboratoire, les graines récoltées sur des plantes sauvages avaient besoin d'une stratification à froid pour germer, alors que les graines provenant de la population des jardins ont, elles, germé sans stratification. Cette tendance était cependant diminuée lors d’une expérience de plantation en pot en plein air. Là, seules quelques graines de jardin ont germé avant l’hiver, et toutes restaient dormantes si semées dans leur habitat naturel d’origine[20].
- Les plantes réintroduites in situ à partir de la population sauvage ont surpassé les plantes du jardin et celles de la banque de graines en termes de condition physique lors des trois années de suivi après la réintroduction, suggérant une adaptation aux conditions climatiques actuelles[20].

Les auteurs concluent que les changements de caractères opérés durant la culture ex-situ peuvent donc bien nuire au succès d'une réintroduction, et qu'il vaut mieux utiliser, quand c'est possible, du matériel végétal sauvage collecté auprès des populations contemporaines pour les réintroductions, plutôt que du matériel cultivé ex situ et stocké dans une banque de graines, surtout si la culture s’étend sur plusieurs générations. Les exigences de germination changent cependant de manière complexe, et la perte de dormance observée en laboratoire n’est pas toujours observée en conditions naturelles. Lorsque les normes établies sont respectées, le matériel propagé ex situ peut donc encore constituer une ressource précieuse, surtout pour des espèces devenues très rares dans la nature.

## Espèces du genreDigitalis
Il existe plus de 20 espèces, parmi lesquelles :
- Digitalis atlantique Pomel
- Digitalis canariensis L. ou digitale des Canaries
- Digitalis cariensis Boiss. (Turquie)
- Digitalis cedretorum ( Emb. ) Maire
- Digitalis chalcantha ( Svent. & O'Shan. ) Albach, Bräuchler & Heubl
- Digitalis ciliata Trautv.
- Digitalis × coutinhoi Samp.
- Digitalis davisiana Heywood
- Digitalis dubia Rodr.
- Digitalis ferruginea L.
- Digitalis × fulva Lindle.
- Digitalis fuscescens Waldst. & Trousse.
- Digitalis grandiflora Mill. = D. ambigua Murr. ou digitale à grandes fleurs
- Digitalis ikarica ( PHDavis ) Strid
- Digitalis isabelliana Lindinger, digitale en arbre
- Digitalis laevigata C.A.Mey. (digitale des Balkans)
- Digitalis lamarckii Ivanina
- Digitalis lanata Ehrh. ou digitale laineuse
- Digitalis leucophaea
- Digitalis lutea L. ou digitale jaune
- Digitale × macedonica Heywood
- Digitalis mariana Boiss (Espagne)
- Digitalis × media Roth
- Digitalis micrantha Roth, digitale du Sud (Corse)
- Digitalis obscura L., digitale obscure
- Digitalis parviflora ;
- Digitalis × pelia Zerbst & Bocquet
- Digitalis × purpurascens Roth
- Digitalis purpurea L. ou digitale pourpre
- Digitalis sceptrum L. f.
- Digitalis subalpina Braun-Blanq.
- Digitalis thapsi L.
- Digitalis trojana
- Digitalis viridiflora Lindley

### Langage des fleurs
Dans le langage des fleurs, la digitale symbolise l'ardeur et le travail.

### Galerie

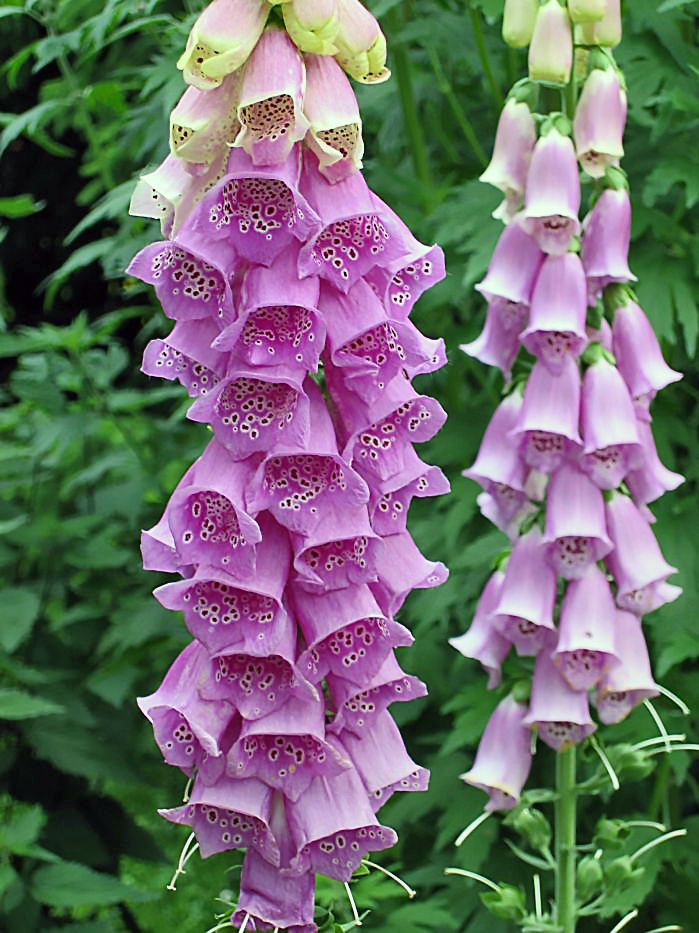
Digitale pourpre
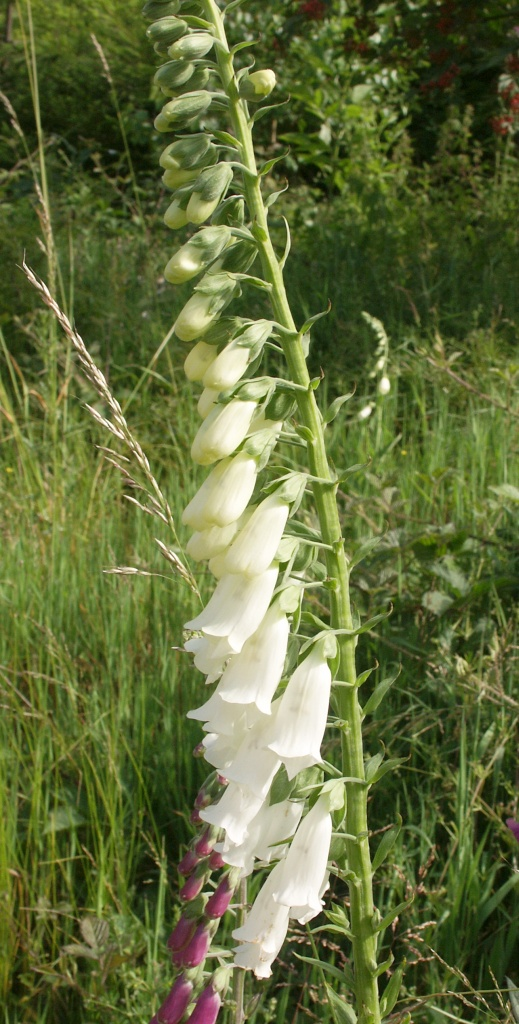
Digitalis purpurea blanche
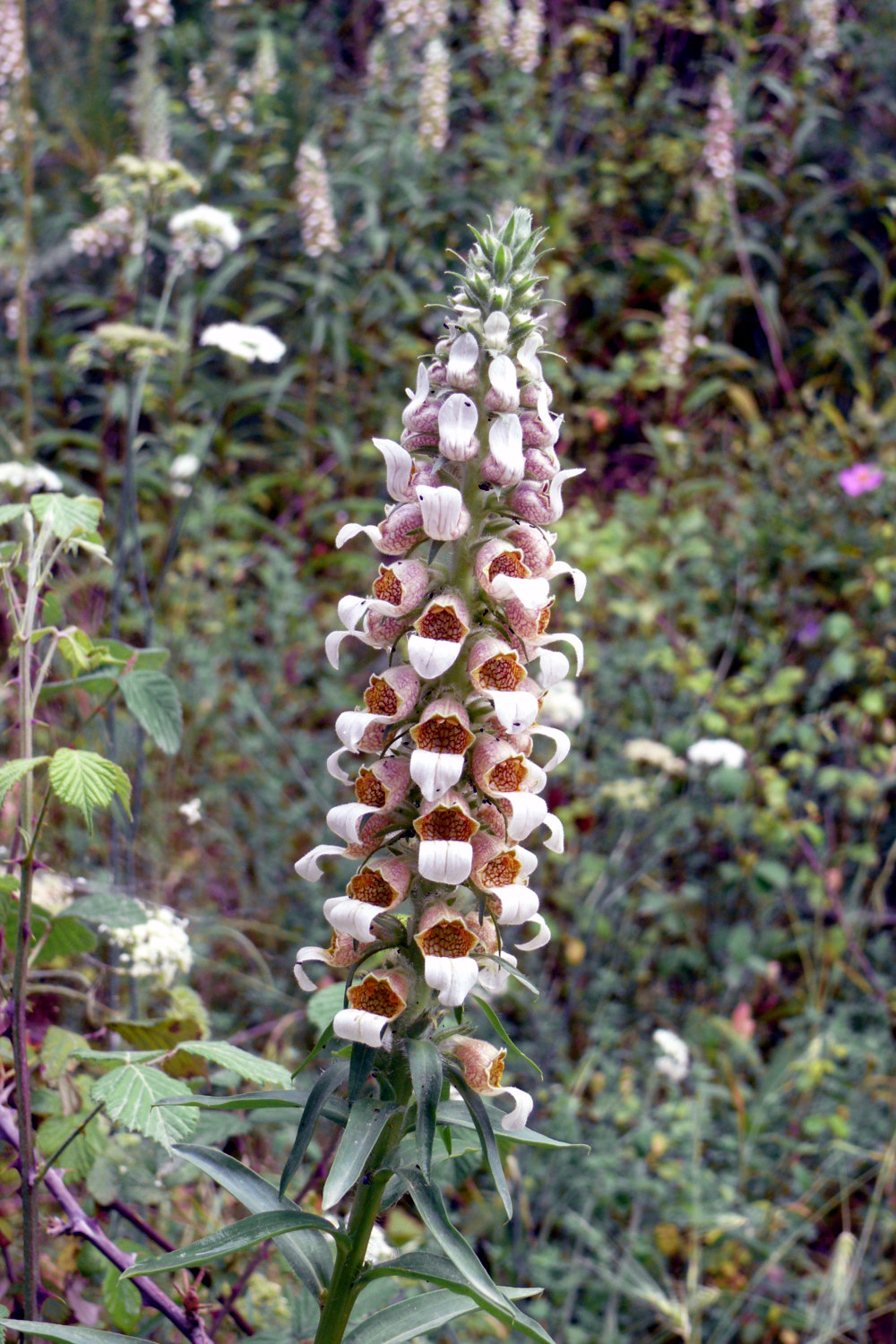
Digitalis lanata
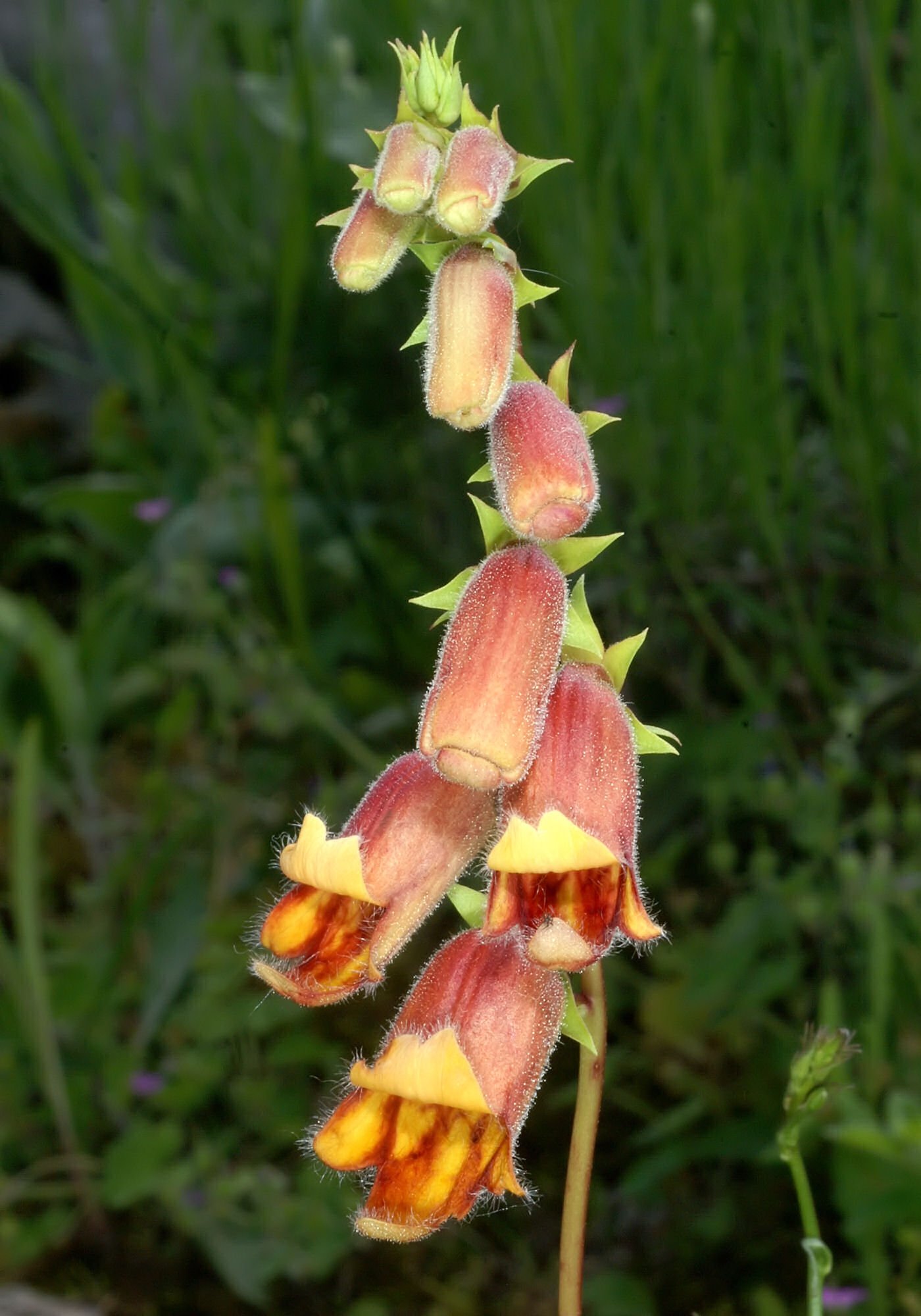
Digitalis obscura
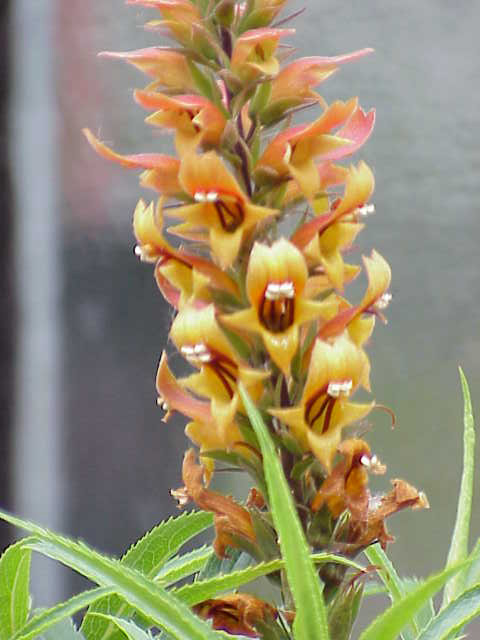
Digitalis isabelliana des Canaries